# Catherine Belsey

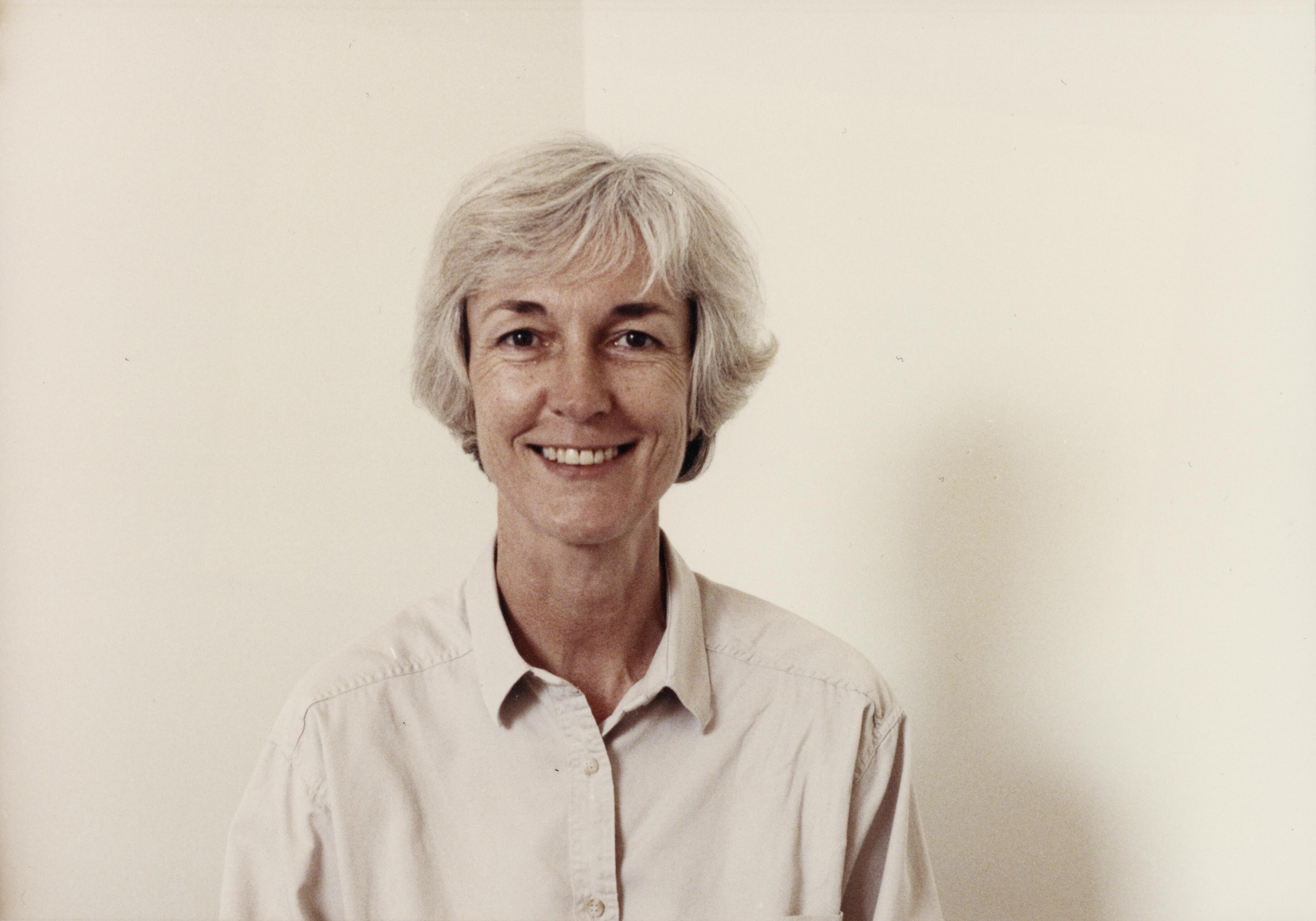
Catherine Belsey (1990)

Catherine Belsey (geboren am 13. Dezember 1940; gestorben am 14. Februar 2021 in Cambridge) war eine britische Anglistin, Shakespeare-Forscherin und Kulturtheoretikerin.

## Leben und Werk
Belsey studierte am Somerville College in Oxford. Sie war Visiting Professor an der University of Derby, Fellow der „English Association“ und Fellow der „Learned Society of Wales“. Sie leitete von 1988 bis 2003 das „Centre for Critical and Cultural Theory“ an der Cardiff University und lehrte von 2006 bis 2014 an der Swansea University. Ihr Buch Critical Practice von 1980 gilt als einflussreicher poststrukturalistischer Beitrag zur Literaturkritik.
Belsey starb im Februar 2021 im Alter von 80 Jahren an den Folgen eines Schlaganfalls.

## Ausgewählte Veröffentlichungen
- Critical Practice (1980, 2002)
- The Subject of Tragedy: Identity and Difference in Renaissance Drama (1985)
- John Milton: Language, Gender, Power (1988)
- Desire: Love Stories in Western Culture (1994)
- Shakespeare and the Loss of Eden (1999)
- Poststructuralism: A Very Short Introduction (2002)
- Culture and the Real (2005)
- Why Shakespeare? (2007)
- Shakespeare in Theory and Practice (2008)
- A Future for Criticism (2011)
- Romeo and Juliet: Language and Writing (2014)